# Neuenhof (Eisenach)
Neuenhof ist ein direkt an der Werra gelegener Ortsteil der Stadt Eisenach im Wartburgkreis in Thüringen.

## Geographie
Neuenhof befindet sich etwa zehn Kilometer (Luftlinie) westlich von Eisenach am rechten Ufer der Werra, im mittleren Werratal, am westlichen Rand des Thüringer Waldes. Der Ort liegt zwischen 200 und 215 m ü. NN hoch. Die höchsten Punkte der Gemarkung befinden sich auf dem Großen Herzberg (382 m), dem Kellersberg (380 m), dem Kupferberg (360 m) und dem Steinkopf (369 m). Die geographische Höhe des Ortes beträgt 206 m ü. NN.
Neuenhof grenzt an die Eisenacher Stadtteile Wartha und Göringen im Westen, Hörschel im Norden, Stedtfeld im Osten sowie die Gerstunger Ortsteile Oberellen, Unterellen und Lauchröden im Süden.

## Geschichte
Die als „Neuer Hof“ bezeichnete Gutsanlage war der Mittelpunkt des Ortes und wurde durch eine im Bereich des heutigen Schlosses vermutete, in Spornlage auf dem Hochufer der Werra errichtete kleine Burg geschützt. Nachdem die Ritter Johann und Wenzel von Stein ihren „Neuen Hof“ 1405 (Ersterwähnung des Ortes) zunächst an einen Ritter Helwig von Rakgus verkauft hatten, erwarben die Herren von Reckrodt schon 1411 den Besitz von dessen Erben. Bis 1777 entwickelte sich das heutige Dorf unter der Gerichtsherrschaft der Familie Reckrodt. Auf sie folgte die Familie Riedesel und 1863 durch Erbschaft die fränkische Adelsfamilie von Rotenhan. Letztere ließ 1863 das im neugotischen Stil erbaute Schloss neben der Kirche erbauen.
1492 wurde Neuenhof eine eigene, von der Kirchgemeinde Stedtfeld abgetrennte Kirchgemeinde. Die heute vorhandene kleine Kirche entstand auf deren Grundmauern im Jahr 1794. Der Ort gehörte im Spätmittelalter zum sächsisch-thüringischen Amt Creuzburg. 1525 wurde der Ort von den Kampfhandlungen des Bauernkrieges erfasst und im Mai 1525 von Söldnern des Landgrafen Philipp von Hessen gebrandschatzt.
Auch der Dreißigjährige Krieg, der mit dem Auftreten der Pest einherging, ließ die zuvor als wohlhabend beschriebene Region um Neuenhof verarmen. Die Bevölkerung ging stark zurück und die Landwirtschaft lag brach. Aus dem Jahr 1670 ist eine Hexenverbrennung in Neuenhof überliefert, als die Witwe des Neuenhöfer Schmiedes der Zauberei bezichtigt und bei lebendigem Leib öffentlich verbrannt wurde.
Der Fund von Kupfererz am Kupferberg und andernorts ermöglichte die Gründung des Neuenhofer Bergbaureviers, das um 1740 eine erste Blüte hat. Am Grundbach wurden zu diesem Zweck Erzaufbereitungsanlagen und eine Schmelzhütte angelegt. 1757 bis 1761 lagerte ein französisches Heer nahe dem Ort und plünderte diesen mehrmals.
1861 wurde der Felsenkeller des Ortes bergmännisch abgeteuft und ausgebaut. Im Jahre 1870 zählte man 70 Wohnhäuser und 413 Einwohner. Zu dieser Zeit setzte gerade der Ausflugs- und Fremdenverkehr am Rennsteig ein, wozu am Eichberg ein Bierausschank am Felsenkeller ausdrücklich erwähnt wurde. Drei Einwohner des Ortes fielen 1871 im Deutsch-Französischen Krieg.
1908 erhielt der Ort eine eigene Wasserversorgung, die im Verlauf des 20. Jahrhunderts immer weiter ausgebaut und an die auch der Nachbarort Hörschel angeschlossen wurde. 1914 stellte die Brauerei des Ortes ihren Betrieb ein. Bis 1914 war Georg von Rotenhan örtlicher Gutsbesitzer.
Im Ersten Weltkrieg starben 14 Neuenhöfer Männer. 1918 erhielt Neuenhof Anschluss an die Stromversorgung, die ab 1921 durch ein Wasserkraftwerk an der Hörsel in Hörschel sichergestellt wurde.
Im Zweiten Weltkrieg erlitt der Ort, anders als der Nachbarort Hörschel, nur geringen Schaden, da couragierte Bürger rechtzeitig eine weiße Fahne hissten. Es fielen 28 Neuenhöfer im Zweiten Weltkrieg. Neuenhof gehörte ab Juli 1945 zur Sowjetischen Besatzungszone. Bei der Bodenreform wurde der Besitz der Familie Rotenhan aufgeteilt, das Schloss an die Gemeinde übertragen.
1974 bildete Neuenhof mit der Nachbargemeinde Hörschel einen Gemeindeverband. Beide Orte wurden zum 1. Juli 1994 Ortsteile der Stadt Eisenach.

## Wirtschaft und Infrastruktur

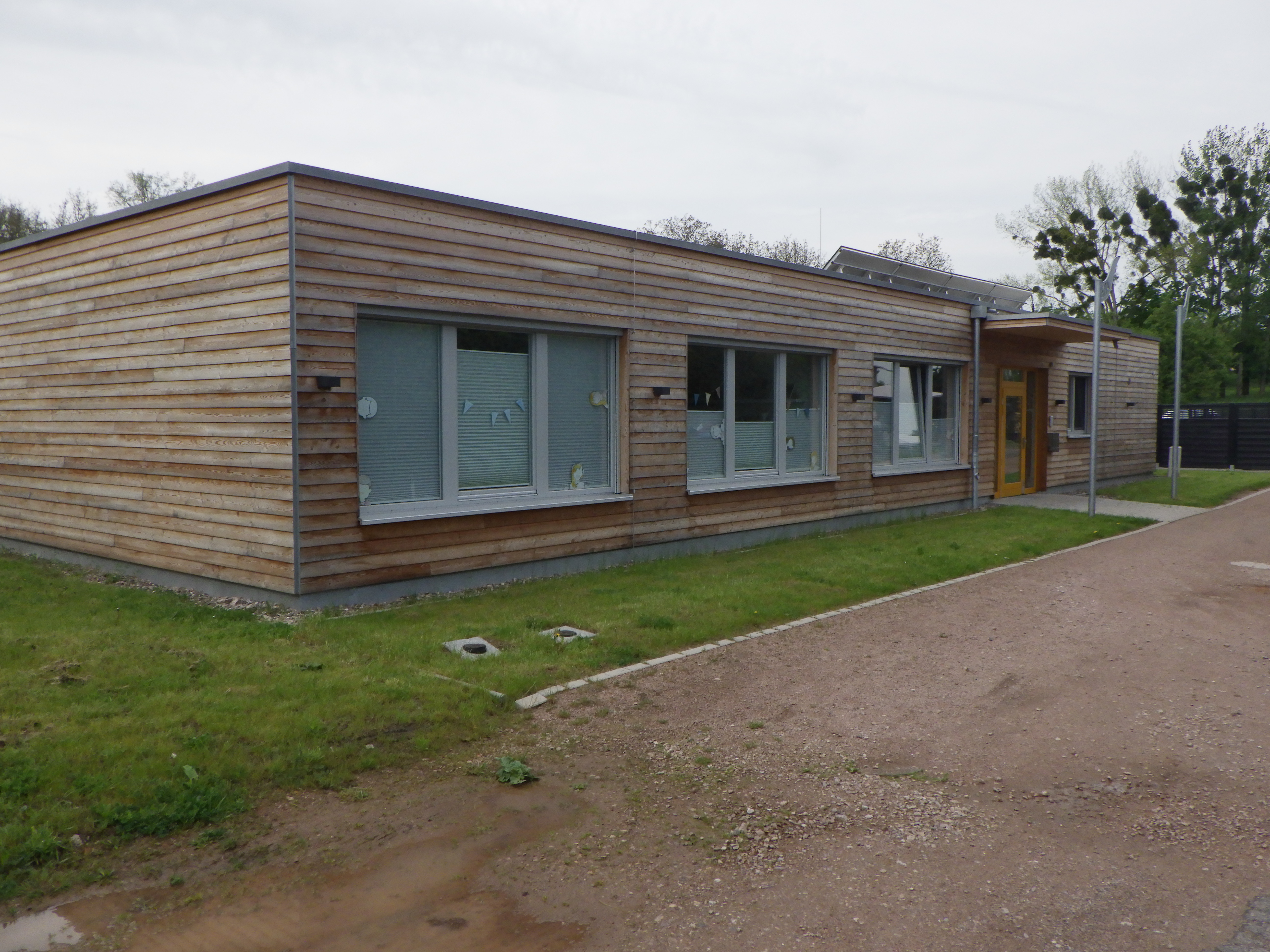
Am früheren Standort der Grundschule neu erbautes Gebäude des Kindergartens

### Verkehr
Durch den Ort führt die Kreisstraße 505 von Eisenach nach Lauchröden.
Die nächstgelegene Anschlussstelle (Herleshausen) der A 4 befindet sich im drei Kilometer entfernten Herleshausen.
Neuenhof ist erreichbar über den DB-Haltepunkt „Hörschel“ mit den Regionalzügen Bebra–Eisenach sowie 
werktags mit der Stadtbus-Linie 2 des Verkehrsunternehmen Wartburgmobil.

### Bildung
In Neuenhof befindet sich eine Kindertagesstätte. Die 1960 erbaute Grundschule wurde 2015 geschlossen und nachfolgend abgerissen.

## Politik
Der Ortsteil hat mit dem Nachbarort Hörschel eine gemeinsame Ortsteilverfassung.
Bei der Wahl am 26. Mai 2024 wurde Christian Hell zum Ortsteilbürgermeister beider Orte gewählt. Er löste die langjährige Ortsteilbürgermeisterin Gisela Büchner (CDU) ab, die aus Altersgründen nicht mehr angetreten war.

## Kultur und Sehenswürdigkeiten

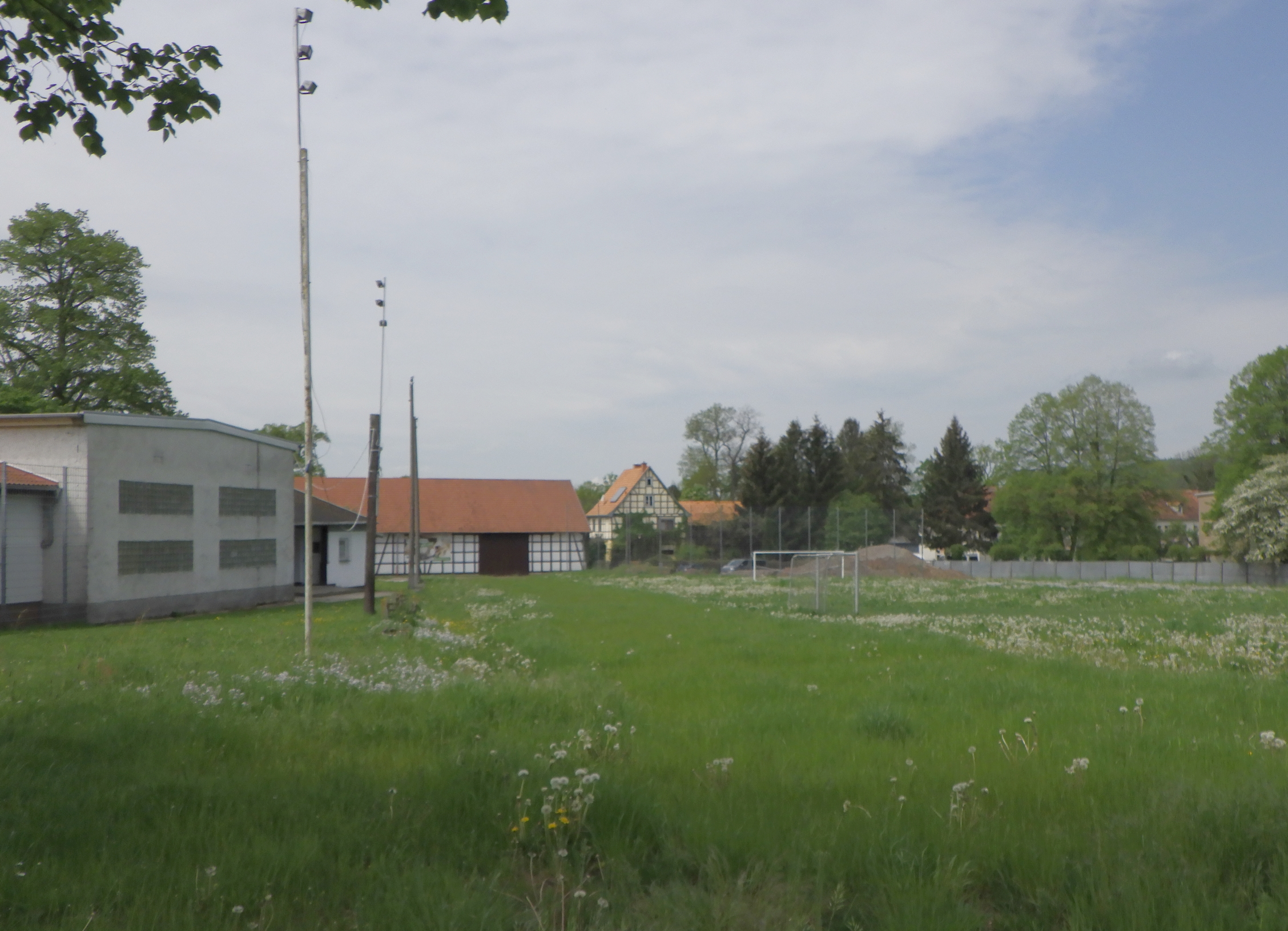
Der Sportplatz am nördlichen Ortsrand wurde 2024 mit einem Multifunktionsgebäude überbaut

### Bauwerke
- Schloss und Landschaftspark Neuenhof
- Kirche Neuenhof
- Naturdenkmal Bettelbuche

### Touristische Infrastruktur
Der Wald um Neuenhof und Hörschel bietet gut ausgeschilderte Wanderwege, die in vielen Fällen den Rennsteig berühren oder ihn kreuzen, aber auch zur Köhlerhütte oder den Grundteichen und weiter führen. Wildreichtum und Naturschönheiten wie einheimische Orchideen kann man auf diesen Wegen antreffen.
Durch den Ort führt der Werratal-Radweg; an der Werra befindet sich im Bereich des Schlossparks eine Anlegestelle für Wasserwanderer.

### Naturschutz
Das Fledermausquartier im Kellergewölbe der ehemaligen Brauerei wurde 1988 vom Rat des Kreises Eisenach als Flächennaturdenkmal ausgewiesen. Nachdem die Nutzung des Kellers als Eiskeller 1985 aufgegeben worden war, nahmen mehrere Fledermausarten den Raum, der auch über die Sommermonate über eine Maximaltemperatur von 9 °C verfügt, als Wochenstube und Winterquartier an. Nachgewiesen sind unter anderem Vorkommen der geschützten Fledermausarten Großes Mausohr, Braunes Langohr und Graues Langohr. Mit Kolonien von bis zu 800 Tieren handelt es sich um ein Vorkommen von bundesweiter Bedeutung.

## Impressionen

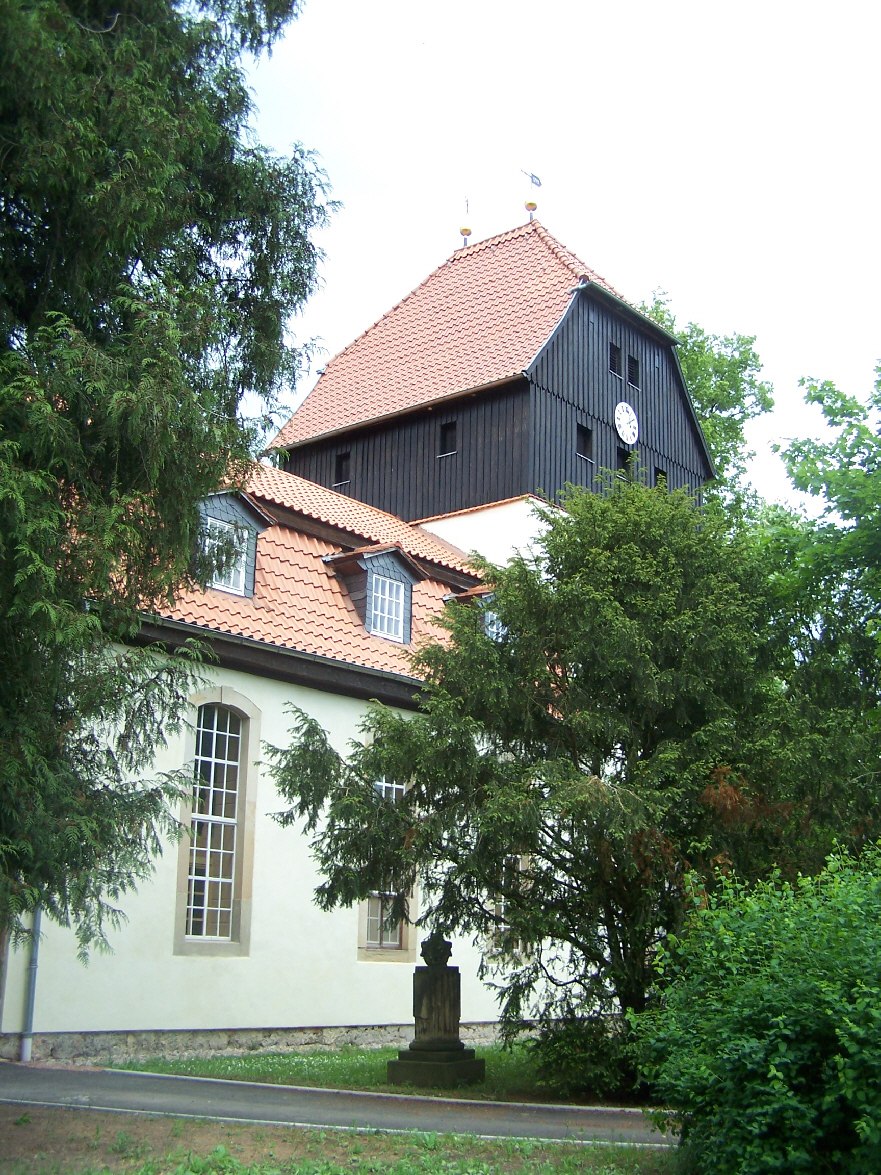
Kirche
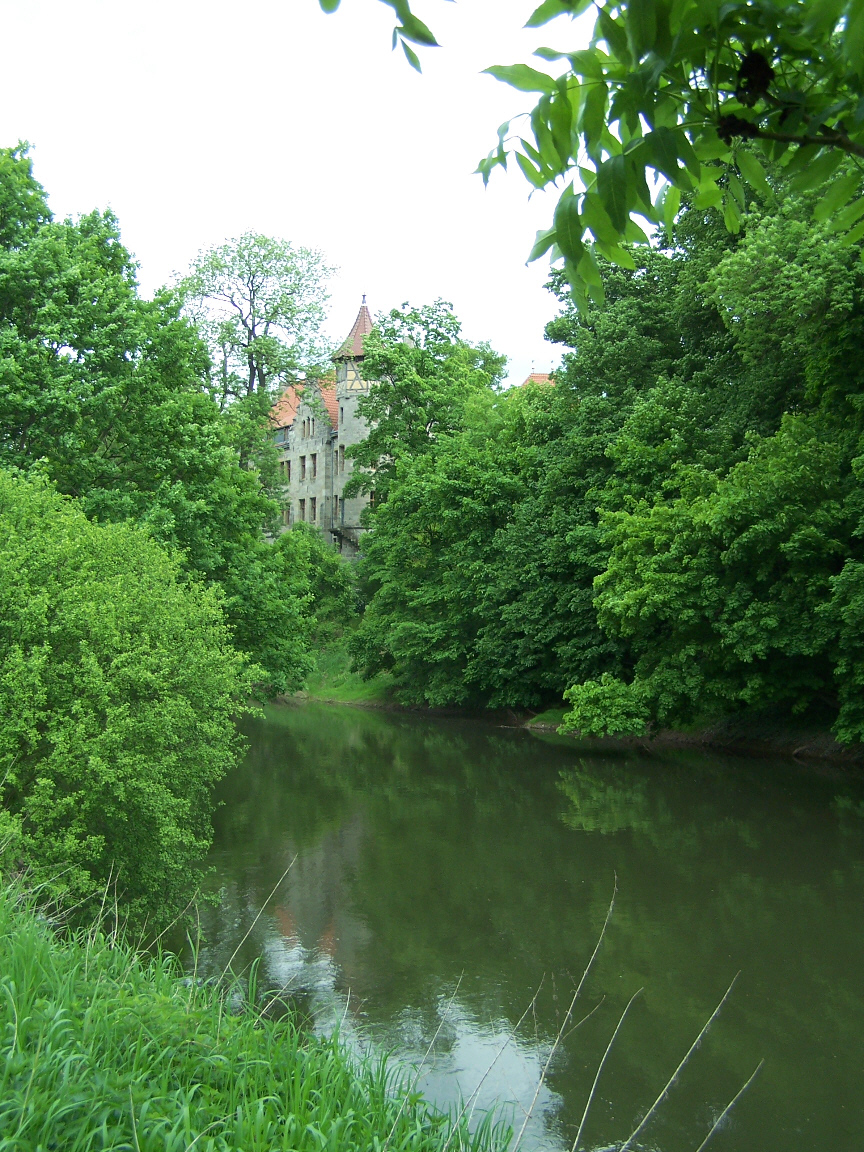
Werraufer und Schloss
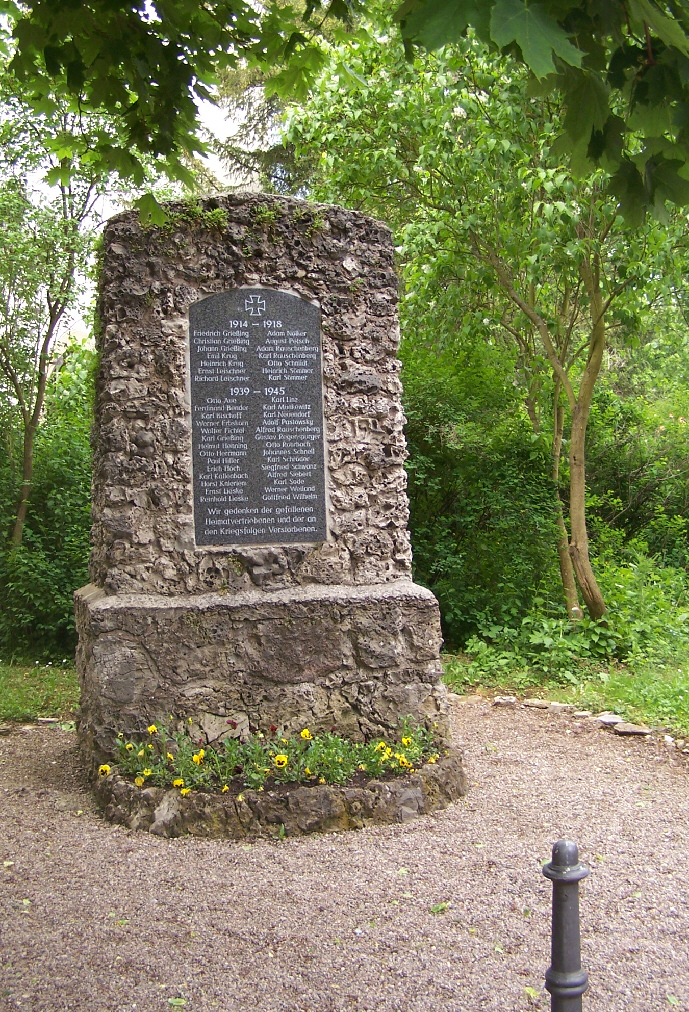
Gefallenen-Denkmal vor der Kirche
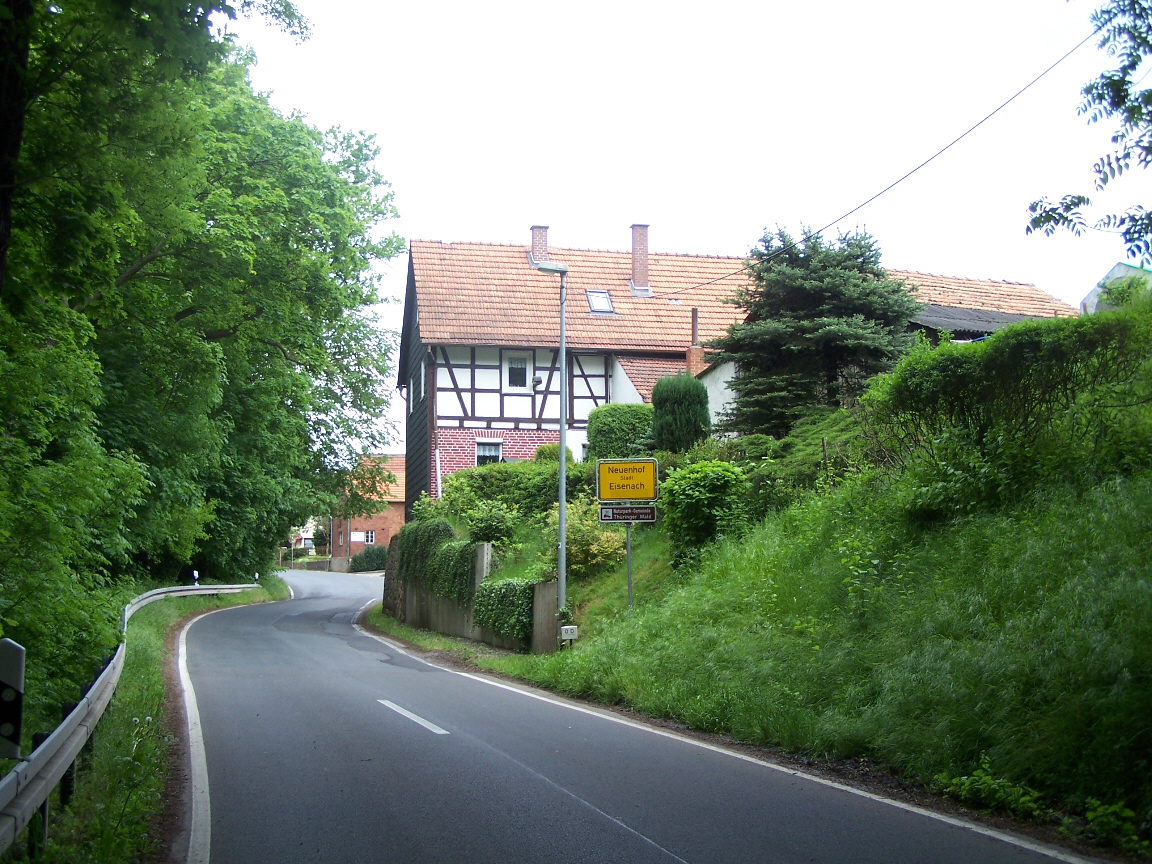
Ortseingang aus Richtung Wartha
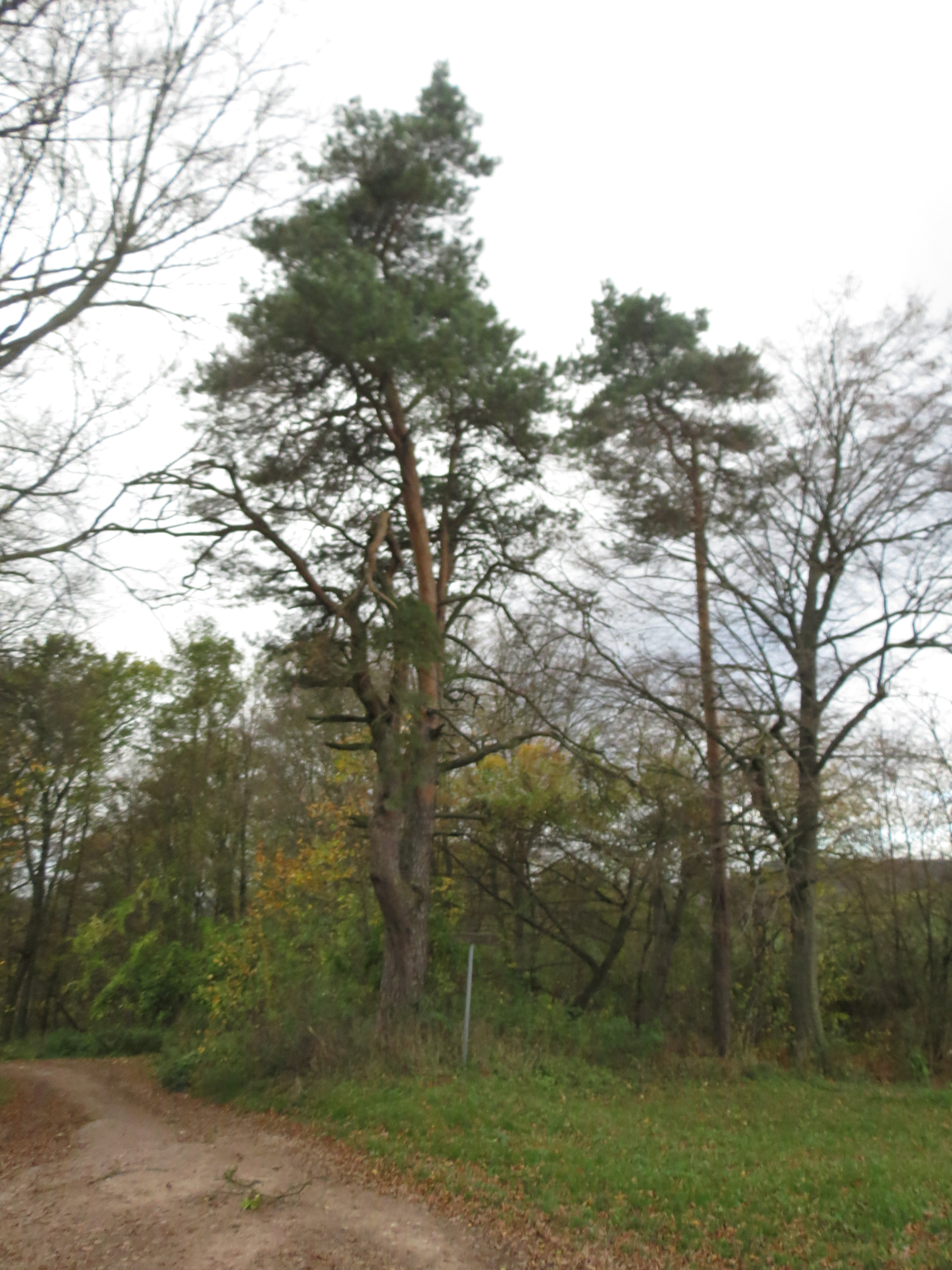
Gerichtskiefer